# Nol Oyevaar

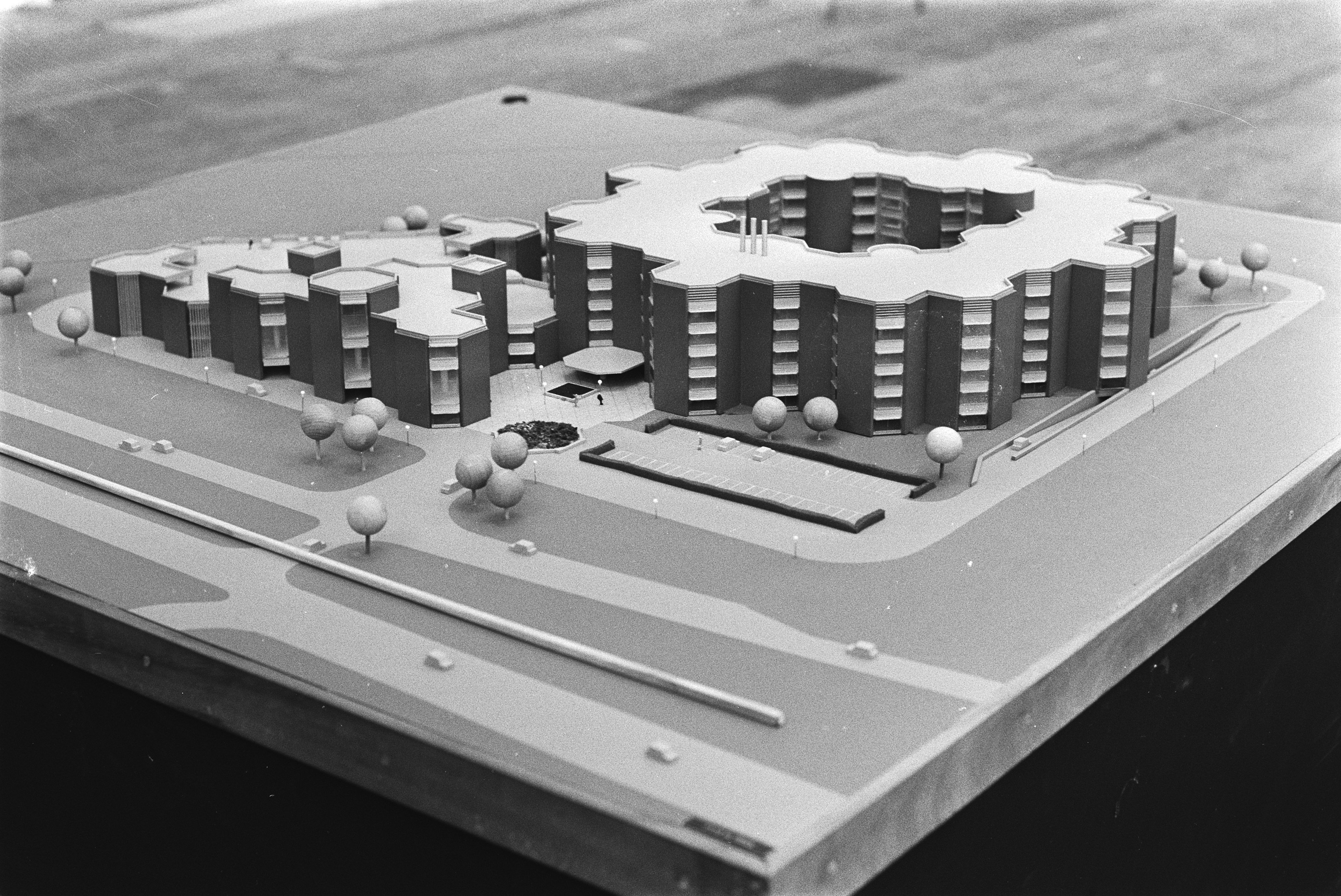
Maquette Basisweg 10 (1970)

Arnold Numan (Nol) Oyevaar (Amsterdam, 7 juni 1922 – Heemstede, 28 maart 2006) was een Nederlands architect.

## Leven
Hij was zoon van Maria Antonia Hoogsteder en Hendrik Cornelis Oijevaar. Tussen 1947 en 1962 was hij getrouwd met Gusti Elize Hinzler. Hij hertrouwde in 1967 met Albertine Mariette Steenstra Toussaint.
Hij doorliep de driejarige Hogereburgerschool (HBS) en ging binnenarchitectuur studeren aan het Instituut voor Kunstnijverheidsonderwijs. Hij kreeg ook enige tijd les van architect J.P. Kloos. Oyevaar wendde zich toen tot de volgelingen van Bauhaus in Amsterdam. Er volgden nog een avondstudie aan de Academie van Bouwkunde in Den Haag.
Hij had zich inmiddels als vrije architect gevestigd. In 1953 ging hij samenwerken met Hein Stolle (Oyevaar & Stolle). Later sloot Frans van Gool zich bij hun aan.
In 1957 leverde hij een bijdrage aan de inrichting van de expositie Het Atoom dat van 1 juli 1957 tot 15 september 1957 werd gehouden op Schiphol. Geleid door de architect van de hal Arthur Staal, gaf Oyevaar leiding aan diverse kunstenaars voor de inrichting waaronder Henk Crouwel, Tom de Heus, Charles Jongejans Ton Raateland, T Coornstra, G. Werners en J. Bons. Oyevaar, ook ontwerper en begenadigd tekenaar ontwikkelde een uitgebreide vriendenkring, waar hij regelmatig contact mee onderhield, ook op werkgebied. In 1960 waren Oyevaar en Jongejans betrokken bij de triënnale aan toegepaste kunst, industriële vormgeving en bouwkunst.
In 1961 schreef hij een artikel voor Goed Wonen omtrent de plaatsing van een televisietoestel in net opgeleverde woningen in Utrecht.

## Portfolio

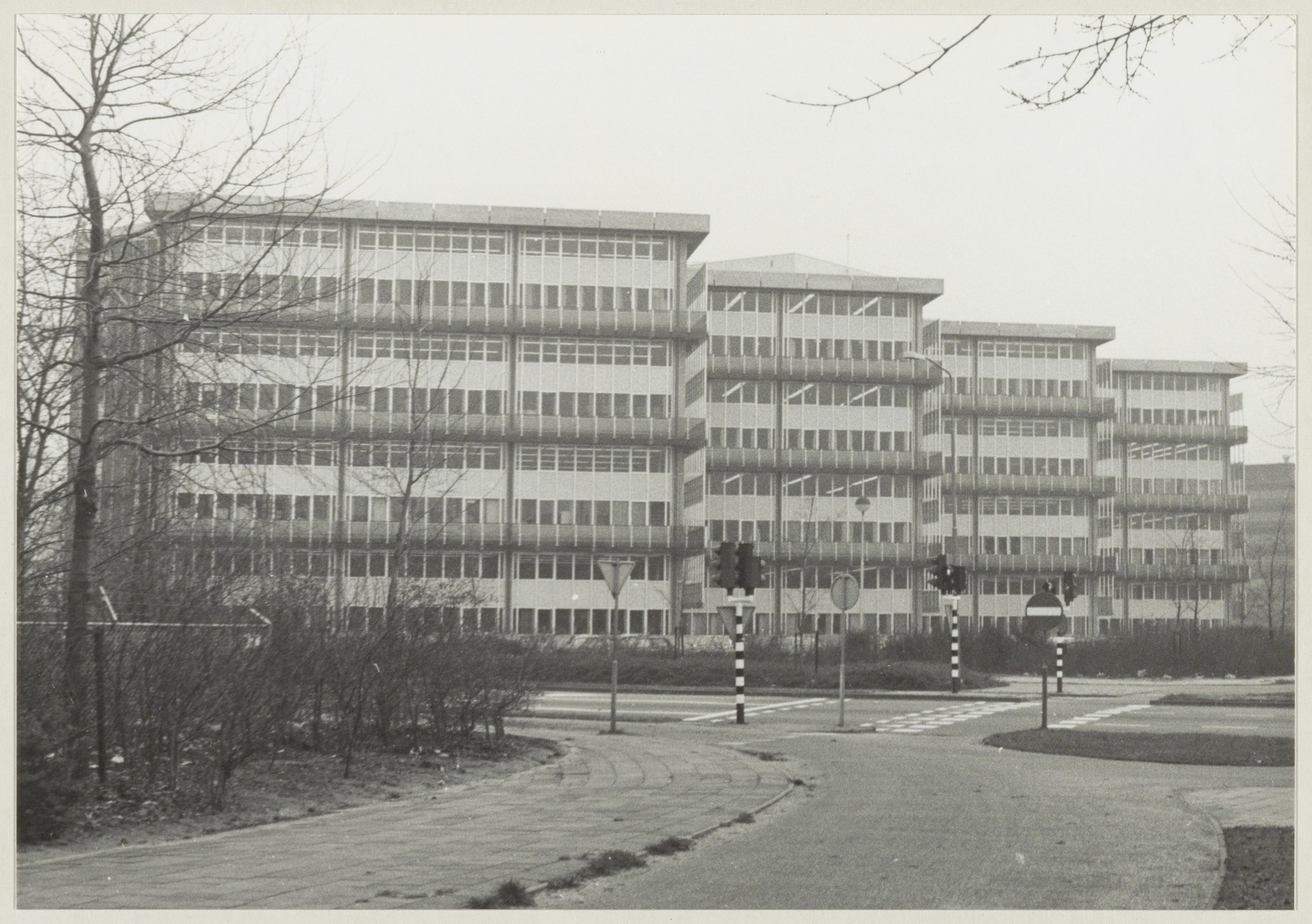
Het hoofdkantoor van de Belastingdienst aan de Surinameweg in Haarlem.

- Verbouwing Leidseplein Theater (1958 met Stolle)
- Jaarbeurstheater in Utrecht
- De Zilveren Toren voor de verzekeringsmaatschappij De Nederlanden van 1845 (1959 met Stolle en van Gool) aan de Bezuidenhoutseweg[4]
- Complex Het Breed in Amsterdam-Noord waarbij Oyevaar de loopgalerijen voor zijn rekening nam, zij lijken op de slurfen op Schiphol
- Inrichting Floriade 1972
- Hofpassage in Den Haag
- Villa Wim Sonneveld
- Belastingkantoor Noord-Holland in Schalkwijk, Haarlem
- FIOD-gebouw in Schalkwijk, Haarlem
- Postgiro in Leeuwarden
- Sociaal Fonds Bouwnijverheid (SFB), Basisweg 10, Amsterdam

- RKD-Nederlands Instituut voor Kunstgeschiedenis: 276639